# Jošik
Jošik (cyr. Јошик) – wieś w Bośni i Hercegowinie, w Republice Serbskiej, w gminie Kozarska Dubica. W 2013 roku liczyła 451 mieszkańców.